# Замок Вартбург
Замок Вартбург (нім. Wartburg) — замок у Тюрингії, на горі поблизу міста Айзенах у північно-східній частині Тюринзького Лісу, на висоті 441 м над рівнем моря, пам'ятник культурно-історичної спадщини Німеччини. 1999 року внесений до списку Світової спадщини ЮНЕСКО.

## Історія замку
Замок Вартбурґ належав знатному дворянському роду Людовінгів. Засновник роду Людвіг Бородатий (помер у 1056 р.) походив з маловідомої графської родини фон Рінек (von Rieneck). Його підтримував архієпископ Майнцький.

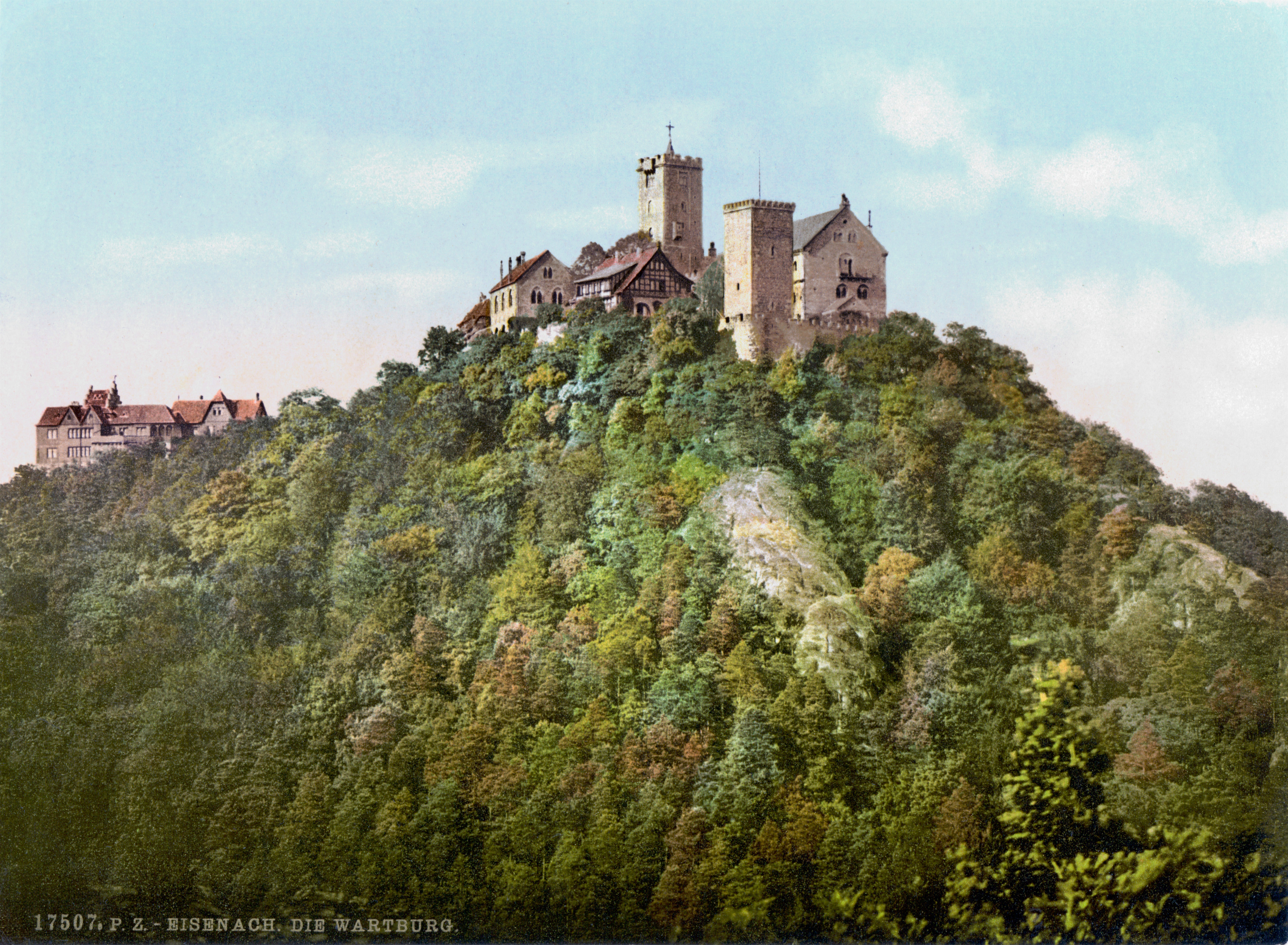
Вартбург близько 1900 р.

Його син (або онук) Людвіг Стрибун або Людвіг Скакун (помер в 1123 р.) у 1073 році заклав на горі Вартбурґ своє родове гніздо. Вперше замок згадується в 1080 році в зв'язку з нападом війська замку на військовий загін короля Генріха IV. 1113 року Людвіг Стрибун через невдачі у повстанні проти Генріха V, мусив здати свій замок в обмін на свою свободу. Це свідчить про військове значення замку в той час.
Прихильники архієпископа Майнцького Людовінга швидко домоглися влади і визнання. 1131 року син Людвіга Скакуна Людвіг I отримав від короля Лотаря II (імператор Священної Римської імперії) титул ландграфа і був прирівняний тим самим до герцогів. Замок у цей час був дерев'яним, і від нього, на жаль, нічого не збереглося.
Значну перебудову замку провів ландграф Людвіг II (1140—1172). Під його керівництвом у 1156—1162 роках в замку був побудований палац — окремий житловий будинок з представницькими функціями, що має високу культурно-історичну цінність. Східна стіна замку також належить до XII століття.
Останній Людовінг Генріх правив з 1227 по 1247 роки. Замок Вартбурґ став його постійною і основною резиденцією. Після смерті Генріха в 1247 році в результаті боротьби за спадщину замок перейшов до Веттінів. Пізніше Тюрингія перейшла до маркґрафів Майсенських, і Вартбурґ став їх резиденцією.
У 1318 році замок сильно постраждав від пожежі, що виникла від удару блискавки. 1319 року почалося відновлення замку. В цей час було побудовано велике опалюване приміщення і південна вежа замку.
У XV столітті замок втратив свою колишню велич і значення. Це відбилося і на архітектурному вигляді замку, де замість кам'яних будівель з'явилися дешевші будинки — фахверки.
Значні архітектурні зміни Вартбург пережив у XIX столітті. Починаючи з 1950-х років у замку проводилися серйозні реставраційні роботи.

## Культурне значення

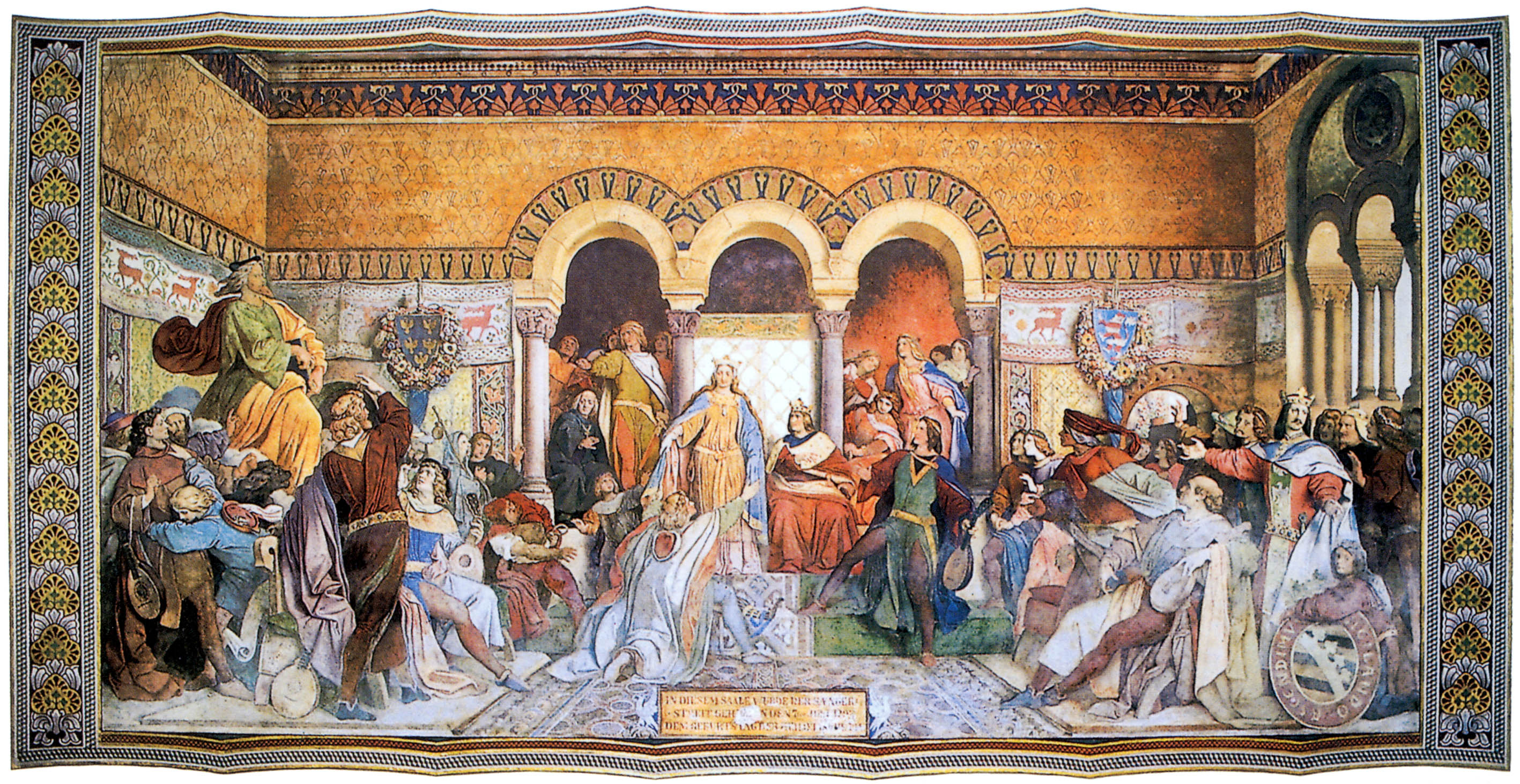
Моріц фон Швінд. Змагання співаків на Вартбурзі. Фреска в замку. 1854

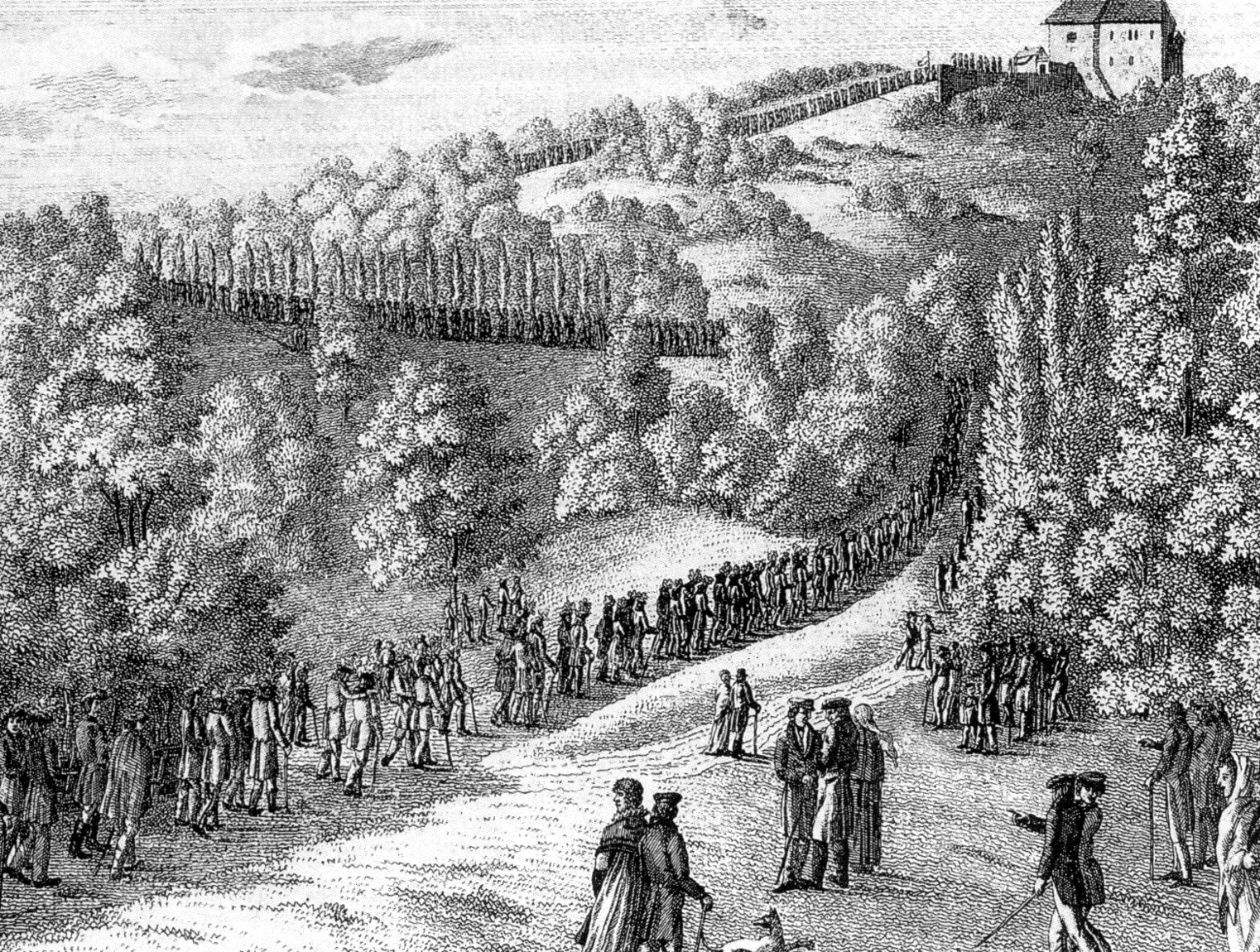
Хода студентів до Вартбурга

Під час правління ландграфа Тюринзького Германа I (1190—1216) з роду Людовінгів Вартбурґ став одним з центрів німецької поетичної творчості. У замку Вартбурґ відбувалися події, які нині стали легендарними. Найвідоміші з них — «Змагання співаків у Вартбурзі» (нім. Sängerkrieg) відоме також як «Вартбурзька війна», частина легенди про Тангейзера.
Вартбурґ тісно пов'язаний з німецькою історією. З 1221 по 1227 роки тут жила свята Єлизавета Тюринзька. У 1521—1522 роках у замку під ім'ям «Юнкер Йорґ» переховувався реформатор Мартін Лютер. Тут він переклав Новий Заповіт на німецьку мову — створив переклад, знаний як Біблія Лютера. Кілька разів відвідував замок Гете, перший раз у 1777 році. 18 жовтня 1817 року в замку відбулося Вартбурзьке свято — з'їзд німецьких студентських товариств. Друге Вартбурзьке святкування відбулося в революційному 1848 році.
З XIX століття замок Вартбурґ став національним пам'ятником німців.

## Реставраційні та консерваційні роботи
Початок реставраційних робіт зазвичай датується 1838 роком, за часів Саксен-Веймар-Айзенаського герцогства, за наказом великого герцога Карла Олександра. Головним архітектором був Уго фон Рітген, для якого це стало життєвою роботою. Фактично, реставрація була закінчена лише через рік після його смерті. Концепція комплексної реставрації Рітгена охоплювала реконструкцію втрачених будинків у відповідному стилі та наступний дизайн інтер'єру в цьому дусі, оскільки саме таким чином ідея історичної будівлі передавалася повністю. 1847 року він завершив детальне дослідження «Думки про відновлення Вартбурга», в якому спирався на зібрану інформацію з літописів та середньоверхньонімецької поезії, власного будівельного огляду та порівняння з іншими будівлями, загальної архітектурної історії замку та паласу і її реконструкції. Дуже ймовірно, що в травні 1847 року було представлено проєкти з відновлення південної частини замку.
У 1839 році було розпочато реставрацію замку Вартбурга. Під керівництвом Йогана Вільгельма Сальцера, стіни західної стіни були закріплені за допомогою кріплень і цегляних стін.
У 1978 році розпочалася робота з відновлення історичних декоративних розписів співацьких та ландграфових залів, та відновлення палацового великого залу, який також обладнаний підлоговим підігрівом та підлогою з клеєних дерев'яних блоків. Крім того, 1979—1981 рр. між першим та другим поверхами вставлений шар залізобетону. Ослаблені балки та крокви, які дендрохронологія датує приблизно 1160—1170 рр., було збережено і залишено на місці, хоча інші конструкції тепер виконують їхню навантажувальну функцію. Кімната лицарів і їдальня повернулися до свого середньовічного вигляду, спираючись на археологічні дані, з рифленими вставками та фарбованими каркасами. Також були реконструйовані навіси камінів.
У 1989 році неоримські лицарські терми були відновлені та відкриті для публіки. Протягом 1990-х років були проведені ремонтні роботи на дзвіниці, прогулянковій стіні, оборонних пасажах та мостовому шляху. Постійні зусилля зі збереження фресок Морица фон Швіндта були посилені з 1990 року завдяки вичерпному та щедрому проєкту, який фінансується німецьким фондом збереження історичних пам'яток, а робота була тимчасово завершена в 1995 році.
Головним проєктом консервації нині[коли?] є збереження кам'яної кладки середньовічних фасадів палацу, більша частина якої все ще знаходиться в оригінальному пісковику. Головними завданнями тут є демінералізація шліфованого каменю, ретельна заміна елементів зношених поверхонь і відновлення оригінального вигляду. Методи та результати, досягнені за програмою консервації фресок Моріца фон Швіндта, будуть невідповідними для аналогічних проєктів; метод збереження кам'яної кладки є експериментальним, як тільки реалізується, знайде застосування в консервації і інших будівель.

## Галерея

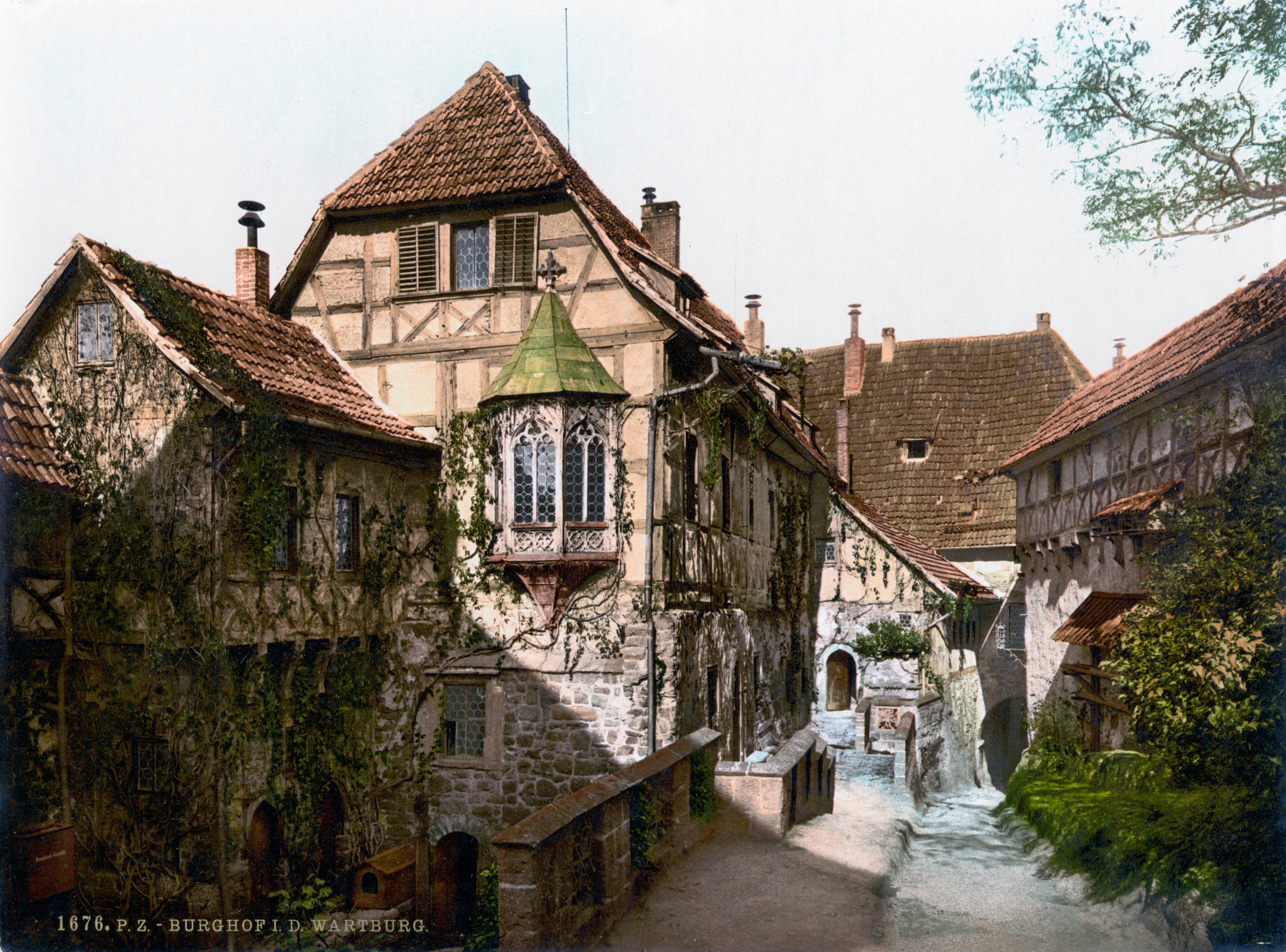
Подвір'я замку, 1900 рік
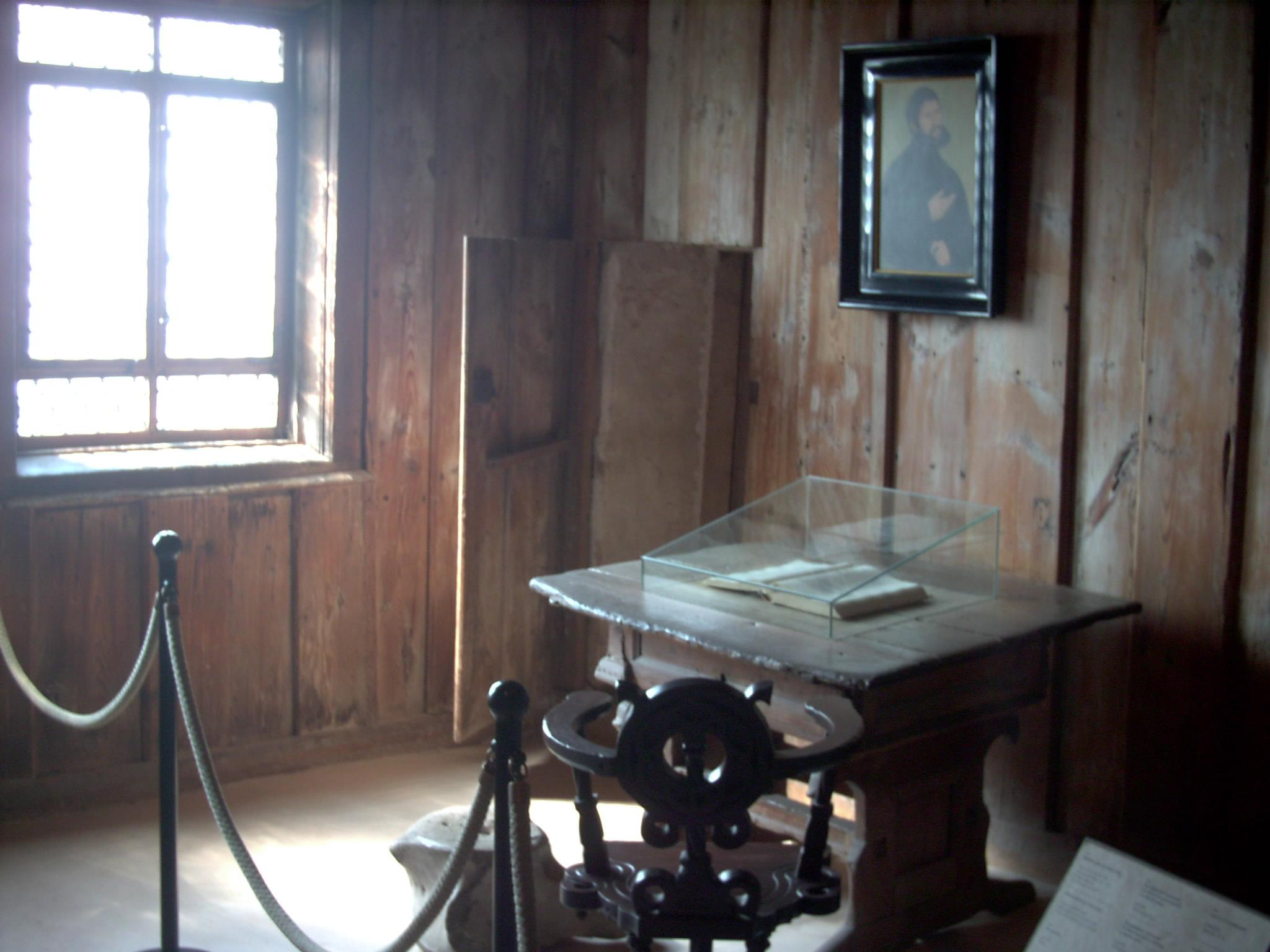
Кімната Лютера в наші дні
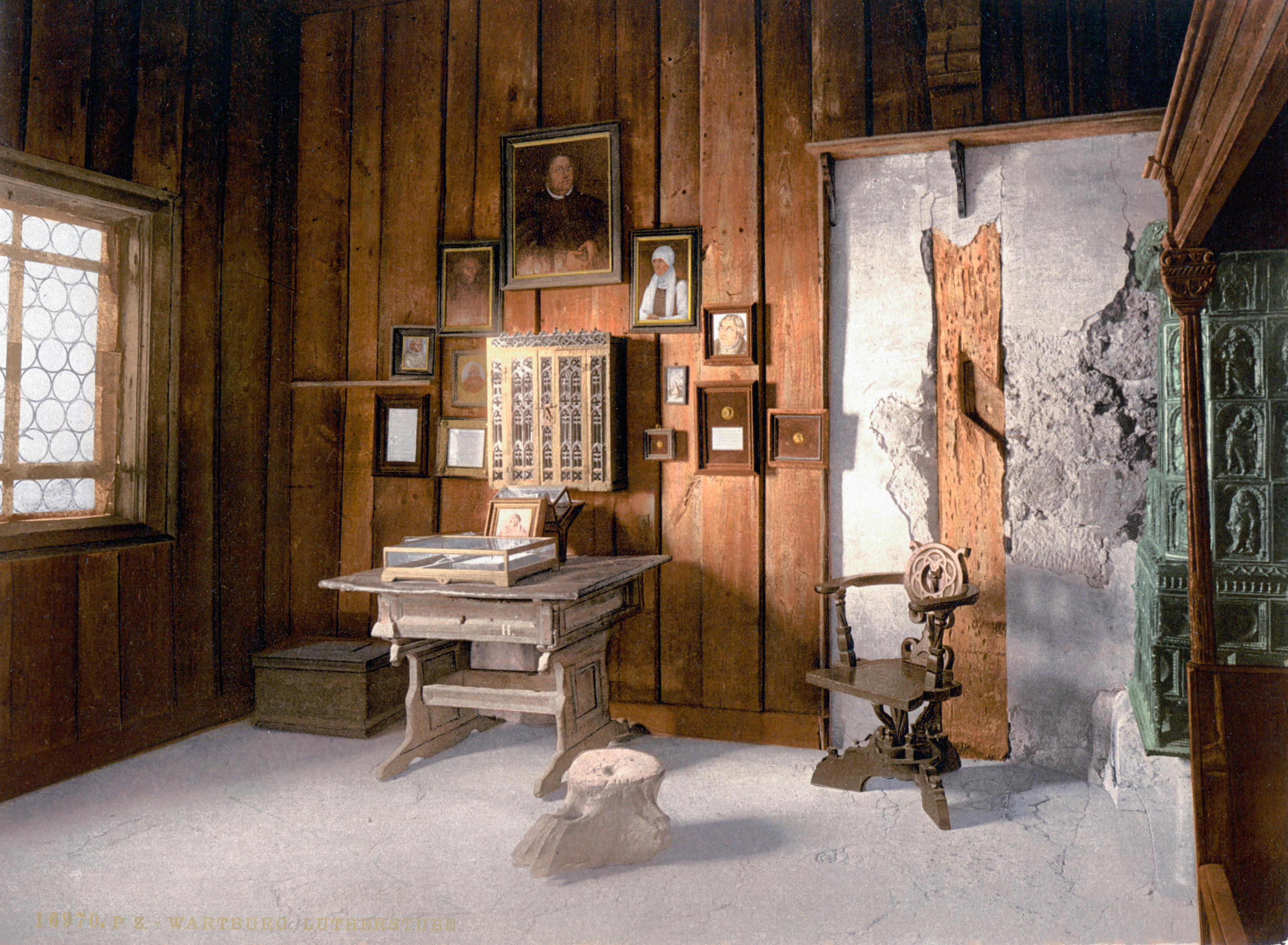
Кімната Лютера близько 1900 р.